# 木曽音楽祭
木曽音楽祭（きそおんがくさい）は、長野県木曽郡木曽町で開催されている、室内管弦楽によるクラシック音楽のイベント。
1975年に前身となる催しが始まり（回数はこのときからの通算）、のちに運営体制の変更に伴って現在の名称に変更された。

## 歴史
催しの発端となったのは、1973年に発足した「木曽フィルハーモニック協会」である。協会は、演奏家を木曽福島町（当時）に招いて生演奏を聴く機会を作る目的で地元のクラシック愛好家らが結成した。関係者の中に、イタリアで修行経験もある楽器製作者がおり、知遇のある演奏家を頻繁に招くことができた。
1975年8月に、ヴィオラ奏者のウィリアム・プリムローズが、やはり楽器製作者との接触をきっかけに、3週間にわたって滞在して、公開レッスンを開いた後に地元小学校の講堂で演奏会を実施した。これが第1回としてカウントされている。
翌年、ブルーノ・ジュランナによる演奏会が開かれたのを機に、当時の木曽福島町長は、アメリカ合衆国バーモント州マールボロ（マールボロ音楽祭）に範を取った音楽イベントに育てることを企図する。これにより開催規模は年を追って拡大し、木曽フィルハーモニック協会も社団法人となったほか、1979年からは木曽福島国際音楽祭組織委員会による開催となった。運営費の不足を、楽器製作者が手がける味噌の販売で支える取り組みもなされたが、第10回を迎えた頃にはそれも限界に達した。これを機に、木曽福島町が運営の主体になる形となり、イベントの名称はそれまでの「木曽福島国際音楽祭」から「木曽音楽祭」に変更された。1986年からは町・町民・演奏家で構成した「木曽音楽祭実行委員会」が運営を実施している。
1990年からは「木曽文化公園　文化ホール」に会場を移した。
2015年に第2回JASRAC音楽文化賞を実行委員会が受賞した。
2015年に長野県知事表彰（学術芸術文化功労者）を実行委員会が受賞した。
2021年に文化庁地域文化功労表彰を実行委員会が受賞した。
2024年8月23日 - 25日に「第50回木曽音楽祭」が開催された。